# كلية الحاسبات والذكاء الإصطناعي (جامعة سوهاج)
كلية الحاسبات والمعلومات والذكاء الاصطناعي جامعة سوهاج هي كلية حكومية مصرية انشئت في عام 2018 بقرار رئيس مجلس الوزراء برقم 2127 لسنة 218 وبدأت الدراسة بها عام 2019/2020.

## شروط القبول والالتحاق
تقوم الدراسة بالكلية بنظام الساعات المعتمدة لنيل درجة البكالوريوس يدرس الطالب أربع سنوات دراسية وتقبل الكلية الطلاب الحاصلين علي الثانوية العامة أو ما يعادلها والدبلوم (ومن شعبتا علمي رياضة و علمي علوم) عن طريق مكتب التنسيق.

## أقسام الكلية
- قسم نظم المعلومات
- قسم علوم الحاسب
- قسم تكنولوجيا المعلومات
- قسم شبكات الحاسب

## الدرجات العلمية
تمنح جامعة سوهاج بناء على طلب مجلس كلية الحاسبات والمعلومات درجة البكالوريوس في الحاسبات والمعلومات في أحد التخصصات التالية :
- علوم الحاسب.
- نظم المعلومات.
- تقنية المعلومات.
- شبكات الحاسب.

## التاريخ
في عام 2019 كان تنسيق الانضمام للكلية 93%.
في 20 أغسطس 2021، وافق رئيس مجلس الوزراء على تعديل بعض أحكام اللائحة التنفيذية لقانون تنظيم الجامعات الصادر بالقانون رقم 49 لسنة 1972، وتغيير مسمى كلية الحاسبات والمعلومات بجامعة سوهاج، لتصبح كلية الحاسبات والمعلومات والذكاء الاصطناعي.